# Oostenrijkse parlementsverkiezingen 1983
De twaalfde verkiezingen van de Nationalrat, het parlement van Oostenrijk, vonden op 24 april 1983 plaats.
Bij de verkiezingen verloor de regerende Sozialistische Partei Österreichs (SPÖ) van bondskanselier Bruno Kreisky haar meerderheid in de Nationale Raad, maar bleef met 90 zetels (-5) wel de grootste partij. Winst was er voor de christendemocratische Österreichische Volkspartei van Alois Mock die van 77 naar 81 zetels ging. Ook de Freiheitliche Partei Österreichs (FPÖ) van Norbert Steger profiteerde van de achteruitgang van de SPÖ en ging van 11 naar 12 zetels.
De andere partijen die aan de verkiezingen deelnamen behaalden geen enkele zetel. Desondanks was het resultaat van de nieuwe groene partijen Vereinte Grünen Österreichs (VGÖ) en Alternative Liste Österreichs (ALÖ) goed te noemen. Deze partijen, die voor het eerst aan de parlementsverkiezingen deelnamen, verkregen 3,5% van de stemmen.
| Voornaamste partijen die deelnamen aan de verkiezingen | Voornaamste partijen die deelnamen aan de verkiezingen | Voornaamste partijen die deelnamen aan de verkiezingen |
| Partijnaam                                             | Afkorting                                              | Ideologische richting                                  |
| ------------------------------------------------------ | ------------------------------------------------------ | ------------------------------------------------------ |
| Österreichische Volkspartei                            | ÖVP                                                    | christendemocratie, liberaal conservatisme             |
| Sozialistische Partei Österreichs                      | SPÖ                                                    | sociaaldemocratie, democratisch socialisme             |
| Freiheitliche Partei Österreichs                       | FPÖ                                                    | liberaal conservatisme, nationaal liberalisme          |
| Vereinte Grünen Österreichs                            | VGÖ                                                    | groene politiek, liberaal conservatisme                |
| Alternative Liste Österreichs                          | ALÖ                                                    | groene politiek, sociaaldemocratie                     |

## Uitslag
| Partijen                 | Partijen                                           | Stemmen   | Percentage | Zetels | Verschil |
| ------------------------ | -------------------------------------------------- | --------- | ---------- | ------ | -------- |
|                          | Sozialistische Partei Österreichs (SPÖ)            | 2.312.529 | 47,65%     | 90     | 5        |
|                          | Österreichische Volkspartei (ÖVP)                  | 2.097.808 | 43,22%     | 81     | 4        |
|                          | Freiheitliche Partei Österreichs (FPÖ)             | 241.789   | 4,98%      | 12     | 1        |
|                          | Vereinte Grünen Österreichs - Lijst Tollmann (VGÖ) | 93.798    | 1,93%      | —      | —        |
|                          | Alternative Liste Österreichs (ALÖ)                | 65.816    | 1,36%      | —      | —        |
|                          | Kommunistische Partei Österreichs (KPÖ)            | 31.912    | 0,66%      | 0      | 0        |
|                          | Österreich-Partei (ÖP)                             | 5.851     | 0,20%      | —      | —        |
|                          | Ausländer-Halt-Bewegung (AUS)a                     | 3.914     | 0,00%      | —      | —        |
|                          | Ongeldige stemmen/ blanco stemmen                  | 69.037    | —          | —      | —        |
| (opkomst 92,59%)         | (opkomst 92,59%)                                   | 4.922.454 | 100%       | 183    |          |
| a Neofascistische partij |                                                    |           |            |        |          |

## Coalitievorming
Bondskanselier Bruno Kreisky, die ernstig ziek was, trad na de verkiezingsnederlaag van de SPÖ af. Fred Sinowatz, sinds 1971 bondsminister van Onderwijs en Kunst en sinds 1981 vicekanselier, vormde een coalitiekabinet bestaande uit de SPÖ en de FPÖ van Norbert Steger. Op 24 mei 1983 trad de bondsregering-Sinowatz aan.

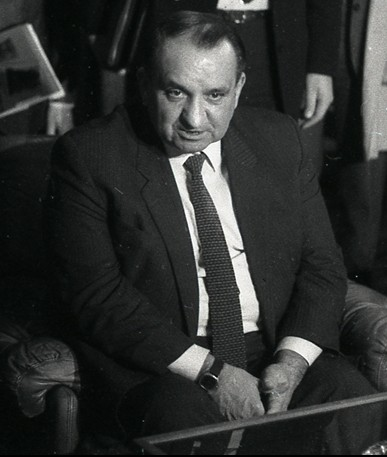
Bondskanselier Fred Sinowatz (SPÖ)